# Karutia
Karutia is een geslacht van uitgestorven parareptielen, bekend van de Pedra de Fogo-formatie uit het Vroeg-Perm van Brazilië. De typesoort is Karutia fortunata.

## Vondst en naamgeving
De typesoort Karutia fortunata werd in 2020 benoemd door Juan Carlos Cisneros, Christian F. Kammerer, Kenneth D. Angielczyk, Jörg Fröbisch, Claudia Marsicano, Roger M. H. Smith en Martha Richter. De geslachtnaam is afgeleid van het Timbira kàruti, 'pokdalig', een verwijzing naar de structuur van het schedeloppervlak. De soortaanduiding verwijst naar de fortuinlijke vondst door Kammerer van het fossiel terwijl de rest van zijn team een lekke band wisselde.
Het holotype is MAP PV855, een gedeeltelijk en niet in verband liggend skelet met schedel, in 2016 bij Nazária gevonden in een laag van de Pedra do Fogo-formatie, die dateert uit het Cisuralien.

## Beschrijving
Karutia werd een kleine dertig centimeter lang.
Verschillende onderscheidende kenmerken zijn vastgesteld. Het zijn autapomorfieën, unieke afgeleide eigenschappen. Het grootste deel van het postorbitale wordt bedekt door een bult in de vorm van een halve bol bedekt met putten. Het bovenkaaksbeen heeft een ruw oppervlak en draagt gelijkvormige tanden met cannelures op hun binnenzijden. Het bovenkaaksbeen heeft een interne vleugel onder het neusbeen die een holte vormt die van de buitenzijde afgesloten is door een beenwal.
Slechts met Carbonodraco worden de eigenschappen gedeeld van een rechte schuine bovenrand van het bovenkaaksbeen; en het bezit van drie incisiforme tanden in de praemaxilla.

## Fylogenie
Een kladistische analyse plaatste Karutia binnen de Acleistorhinidae als de zustersoort van Delorhynchus cifellii.